# Draaibrug (Zeeland)
Draaibrug is een gehucht in de gemeente Sluis, in de Nederlandse provincie Zeeland. 
Het in de regio Zeeuws-Vlaanderen gelegen plaatsje bestaat uit een 70-tal huizen, geconcentreerd langs de N251 (Draaibrug-Eede (grens)) en de N253 (Breskens-Sint Anna ter Muiden (grens)) en ligt in het midden van de driehoek Sluis-Oostburg-Aardenburg. In 2003 werd ten westen van de kern een rondweg aangelegd, voordien lag de kruising van de N58 en de N251 midden in Draaibrug. Het plaatsje fungeert als overstappunt voor een aantal streekbuslijnen, onder andere naar België.

## Geschiedenis
Tot 1583 lag op dezelfde plaats het dorp Hannekenswerve. Dit verdween toen het gebied onder water werd gezet in het kader van de Tachtigjarige Oorlog. In 1649 werd de Isabellapolder benoorden Aardenburg aangelegd en in 1650 de polder Bewesten Eede benoorden Sint-Pietersdijk, en daarmee kwam Draaibrug aan een smal, bedijkt water te liggen: de Aardenburgse haven of Ee, die pas in 1813 werd afgedamd en ingepolderd. Voordien was er al een wegverbinding over dat havenkanaal, waarin een draaibrug was opgenomen. Deze draaibrug deed na 1813 geen dienst meer als zodanig, en in 1840 werd ze door een vaste brug vervangen en later door een dam. Sedert 2006 wordt de Aardenburgse Havenpolder weer ontwikkeld tot natuurgebied.
Op ruim 1 km ten noorden van Draaibrug bevinden zich nog resten van het voormalige Havenfort, dat in 1745 is gebouwd op de plaats van het eerdere Fort Slepeldamme en in 1747 door de Fransen werd bezet tijdens de Oostenrijkse Successieoorlog.
Draaibrug had sinds 1887 een tramremise van de Stoomtram-Maatschappij Breskens - Maldeghem (SBM). Na de opheffing van de tramdiensten in 1949 werden de sporen opgebroken en de loods verder gebruikt als autobusstalling. Nadat de bussen elders onderdak kregen kwamen de de loodsen buiten gebruik.
Van deze remise staan nog enkele gebouwen overeind. Ooit lag er een indrukwekkend emplacement met wel 20 sporen. Er hebben in de hoogtijdagen vele tientallen mensen gewerkt aan het onderhoud van locomotieven en rijtuigen. Een van deze rijtuigen bevindt zich in rijvaardige staat bij de Stoomtram Hoorn-Medemblik.
De aanleg van een rondweg maakte dat Draaibrug niet meer fungeert als een druk knooppunt. Ook de remise functioneert niet meer.

## Nabijgelegen kernen
Oostburg, Aardenburg, Sluis